# Галь Лейбовіц
Галь Лейбовіц (іврит : גל לייבוביץ; Тель-Авів, 10 серпня 1986) — ізраїльський футбольний арбітр. З 2020 року судить матчі в Лігат Ха-Аль. Арбітр ФІФА та УЄФА з 2019 року.

## Суддівська кар'єра
21 вересня 2020 року Лейбовіц відсудив свій перший матч у національній лізі Ізраїлю. Під час матчу між «Ашдод» і «Маккабі» (Петах-Тіква) (1–0) арбітр п'ять разів показав жовту картку.
У євро кубках перший раз судив гру першого кваліфікаційного раунду Ліги Європи УЄФА 9 липня 2019 року між «Гзіра Юнайтед» — «Хайдук» у Спліті; яка завершилася з рахунком 0–2, а Лейбовіц двічі показав жовті картки.
Свій перший міжнародний матч він відсудив 20 червня 2023 року, коли Боснія і Герцеговина програла Люксембургу з рахунком 0:2 завдяки голам Івандро Боржес Саншеш та Данеля Сінані. Під час цього матчу Лейбовіц показав жовті картки чотирьом гравцям.